# Peter Loehr (Filmproduzent)
Peter Loehr (* 1967) ist ein US-amerikanischer Filmproduzent. 1995 gründete er Chinas erstes unabhängiges Produktionsstudio Imar Film. Seit dem Jahr 2012 ist er für Legendary Pictures tätig und CEO des chinesischen Joint Ventures Legendary East.

## Leben
Loehr besuchte bis 1985 die private Hackley School in Tarrytown, New York.
1995 gründete Loehr die Imar Film Co., Ltd., die Chinas erstes unabhängiges Produktionsstudio darstellte. In den kommenden Jahren produzierte er diverse chinesische Spielfilme. Ab dem Jahr 2005 war Loehr Geschäftsführer der Creative Artists Agency (CAA) in China.
Seit dem Jahr 2012 ist er CEO von Legendary East.

## Filmografie (Auswahl)
- 1999: Schöne neue Welt (Meili xin shijie)
- 1999: Das Badehaus (Xizao)
- 2001: Zou dao di
- 2001: Zuotian
- 2005: Xiang ri kui
- 2006: The Professional – Story of a Killer (One Last Dance)
- 2006: Jade-Krieger (Jade Soturi)
- 2007: Nicht ohne meine Leiche (Luo ye gui gen)
- 2008: Die Kinder der Seidenstraße (The Children of Huang Shi)
- 2016: The Great Wall